# Rudolf Maison
Rudolf Maison, född den 29 juli 1854 i Regensburg, död den 12 februari 1904 i München, var en tysk skulptör.

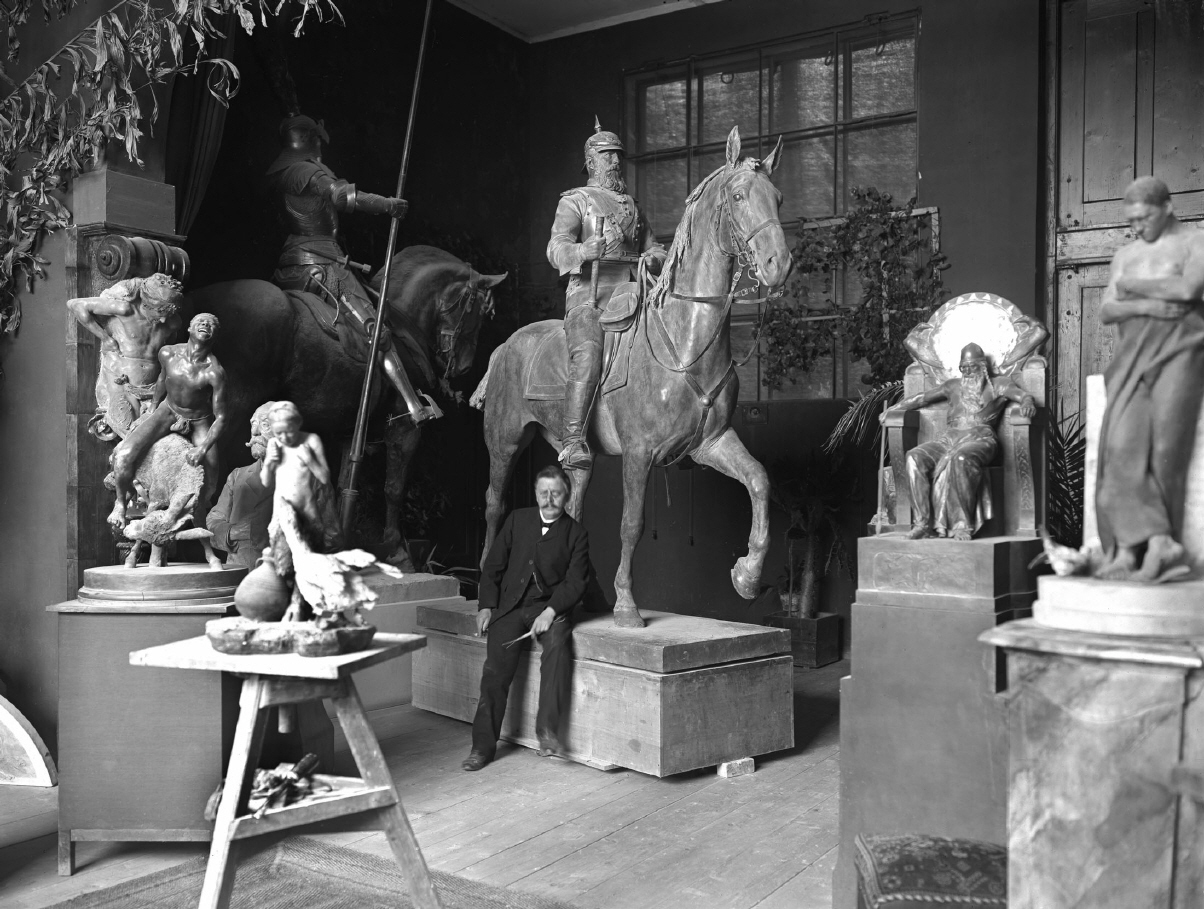
Rudolf Maison i sin ateljé.

Maison studerade först arkitektur i München, sedan skulptur för Helbig, hade sin utkomst av träsnideri, fick arbete inom dekorativ skulptur, utförde en Korsuppresning 1885 och arbetade länge på en monumental brunn med allegorier över sjöfart och handel (Bremen, fullbordad 1899). För riksdagshuset i Berlin utförde han en del skulpturer, figurgrupperna Försvaret till lands och till sjöss, två medeltida härolder till häst (repliker av dem i München och Bremen) och Otto den store, staty uppställd i hallen. För justitiepalatset i München utförde Maison dekorativ skulptur. Hans sista arbete var den numera förstörda ryttarstatyn av Fredrik III (1904), som var placerad framför Kaiser Friedrich-Museum i Berlin. 
Maison var mest uppskatta för sina genreskulpturen, i humoristiska bilder i stark rörelse, utförda i tonad brons eller målad gips (Romersk augur – terrakotta, Berlins nationalgalleri – Fauner, Neger rider på en åsna, Neger i strid med en leopard). Maison var professor i Berlin.